# Tercer ejército correntino contra Rosas
El tercer ejército correntino contra Rosas fue un esfuerzo dirigido por líderes del partido unitario y del gobernador de la provincia de Corrientes, Pedro Ferré, para romper la dominación ejercida en la Argentina por el general Juan Manuel de Rosas. Estuvo dirigido por el general José María Paz, y por un tiempo logró dominar la provincia de Entre Ríos.
Los conflictos suscitados entre Paz y Ferré determinaron que el ejército quedara incorporado a las fuerzas del presidente uruguayo Fructuoso Rivera, que fueron derrotadas a fines de 1842 en la batalla de Arroyo Grande, que también determinó su desaparición.

## Antecedentes
Cuando, en 1839, el gobernador Genaro Berón de Astrada dirigió la rebelión de la provincia de Corrientes contra Rosas, fue rápidamente destruido por el gobernador de Entre Ríos, Pascual Echagüe en la batalla de Pago Largo. De los 5.000, quizás 6.000, correntinos que componían el ejército de Berón de Astrada 1.984 fueron muertos y 450 capturados (luego liberados). La provincia fue sometida a la dominación federal.
Pocos meses después, sin embargo, la invasión del general Juan Lavalle a Entre Ríos, si bien no logró dominar esta provincia, significó la señal para un nuevo alzamiento de la de Corrientes. El nuevo gobernador, Pedro Ferré, organizó un segundo ejército correntino contra Rosas, que puso bajo el mando de Lavalle.
Al año siguiente, Lavalle invadió Entre Ríos con 4.000 correntinos. Tras dos batallas indecisas, quedó en una posición complicada, que resolvió trasladando todo su ejército – unos 3.000 hombres, en su mayoría correntinos – a la provincia de Buenos Aires, para atacar a Rosas.
Ferré, sorprendido y furioso contra Lavalle, lanzó una dura proclama contra este. Pero se dispuso a levantar un nuevo ejército. No tenía alternativa: Echagüe había conservado su ejército, no sólo intacto, sino que reforzado con aportes de Rosas.
Mientras tanto, la mayor parte de las provincias del noroeste formaron la Coalición del Norte, rebelándose también contra Rosas. Pero tanto la Coalición como la campaña de Lavalle – que llevó su ejército mayoritariamente correntino hacia el noroeste – terminarían derrotados a fines de 1841 por los hombres de Rosas, dirigidos por el expresidente uruguayo Manuel Oribe.
Deseosos de conseguir algún apoyo regional aparte del colorado oriental Fructuoso Rivera buscaron una alianza con los farrapos riograndenses que se concretó con un pacto de alianza secreto en enero de 1842. Al parecer el plan original de Lavalle era reunir las fuerzas que pudiera entre correntinos, orientales y farrapos a los que se sumarían posteriormente santafesinos, donde esperaba el apoyo del gobernador López, y entrerrianos, una vez que se apoderada de la provincia. Aunque Ferré reconoce que dicha alianza podría haber formado un poderoso ejército de 5.000 a 6.000 hombres duda de sus posibilidades de éxito debido a lo diversas que eran sus tropas.

## Formación del ejército
Cuando Lavalle embarcaba su ejército, se encontró con el general José María Paz. Siendo incompatibles los caracteres de ambos jefes unitarios, Lavalle envió a este a Corrientes, junto con el general Manuel Vicente Ramírez.
Ambos llegaron junto con la noticia del abandono de Lavalle de la campaña de Entre Ríos. Ferré lanzó una furiosa proclama en su contra y ofreció el mando del ejército provincial a Paz. Este aceptó, pero a cambio forzó al gobernador a moderar sus anatemas contra Lavalle.
Paz organizó rápidamente su ejército en las cercanías de Curuzú Cuatiá; se decía en la provincia que todos los hombres útiles habían muerto en Pago Largo o partido con Lavalle, por lo que el nuevo ejército se componía de "escueleros", esto es, de niños sacados de las escuelas. Salvando la exageración, lo cierto es que una parte excesivamente alta de los varones militar y económicamente útiles fue incorporada al ejército, con lo que la economía de la provincia se resintió. En total unos 3.000 correntinos (algunos elevan a 5.000).
Apenas librado de Lavalle, Echagüe envió sobre Corrientes a los coroneles Cabral y Gaspar Tacuabé, este un antiguo cacique guaraní. Tras algunos encuentros menores, la provincia fue invadida por el mismo Echagüe en octubre. Pero no hubo enfrentamiento, porque al saber que Lavalle retrocedía hacia Santa Fe, Echagüe retrocedió hacia su provincia. Por el momento, el ejército de Paz estaba salvado.
Durante los meses siguientes, Paz se dedicó a instruir a su ejército y armarlo lo mejor que pudo; consiguió la incorporación de algunos oficiales de carrera, venidos desde Montevideo, y una gran cantidad de armas, aportadas por Rivera, que las había recibido de Francia, en la época en que ese país había estado en guerra con la Argentina. También se firmó un nuevo tratado con Rivera, el único que tendría una realización decisiva en forma de ayuda de parte de este.
Desde fines de 1840 hasta la segunda mitad de 1841 no hubo operaciones. Echagüe esperaba el envío de refuerzos de parte de Rosas, pero este había preferido enviarle todos los hombres disponibles a Oribe.

## Caaguazú
Finalmente, en septiembre de 1841, Echagüe se puso en marcha sobre Corrientes. Paz se retiró hacia el río Corriente, dejando las avanzadas en manos del general Ángel Núñez y de Joaquín Madariaga. Estas avanzadas no hicieron nada útil, y los entrerrianos estuvieron muy pronto sobre los correntinos. De modo que Paz cruzó el río Corriente perseguido por Echagüe, sólo para cruzarlo de nuevo hacia el sur unos días más tarde.
Una división del ejército de Paz, bajo el mando del coronel Faustino Velazco, derrotó cerca de Mercedes al coronel Tacuabé y los jefes correntinos de esa fuerza fueron ejecutados. Poco después llegaba a Corrientes la noticia de la derrota definitiva de Lavalle en la batalla de Famaillá; en cambio, resultó muy alentadora la llegada de un pequeño cuerpo de correntinos, de los que habían hecho toda la campaña al noroeste, al mando de los coroneles José Manuel Salas y Manuel Hornos.
Por esa época llegó un enviado del gobernador de Santa Fe, Juan Pablo López, que proponía una alianza de su provincia con Corrientes. Fue bien recibido y se le prometió ayuda.
El ejército de Echagüe contaba con 5.000 veteranos, y con jefes capaces como Servando Gómez y Juan Bautista Thorne. No estaba con él, en cambio, el más capaz de sus generales, Justo José de Urquiza.
El 28 de noviembre, Echagüe atacó de frente la posición defensiva de Paz; la retirada fingida de la caballería de este llevó a los jinetes entrerrianos a una trampa perfecta, en que fueron impunemente acribillados por la artillería y la infantería correntinas. La batalla de Caaguazú fue la más brillante de las batallas ganadas por Paz; el ejército entrerriano fue completamente destrozado, su artillería y su infantería fueron capturadas en su totalidad, y el mismo Echagüe salvó por poco su vida. El ejército correntino tuvo 53 muertos y 71 heridos, mientras sus enemigos tuvieron 1.356 bajas, entre muertos y heridos, y 800 prisioneros.

## Invasión de Paz a Entre Ríos
Paz se dedicó a aprovechar en todo lo posible su oportunidad, pero las dificultades económicas le hicieron perder algo más de un mes. En ese lapso, el 15 de diciembre, la legislatura entrerriana eligió gobernador, para suceder a Echagüe, a Justo José de Urquiza.
El general Paz invadió la provincia de Entre Ríos a principios de enero de 1842, mientras también Rivera invadía el territorio provincial con 2.000 orientales en pos de unirse a los correntinos. Este último era el jefe nominal del ejército, y pretendió llegar primero hasta Paraná; pero, dado que se creía –con buenas razones– que Rivera pretendía separar a Entre Ríos de la Argentina, Paz se esforzó en ganarle de mano. En efecto, ocupó Paraná el 4 de febrero.
Los invasores eligieron gobernador a Pedro Pablo Seguí, que reunió una legislatura adicta. Poco después llegaba también Pedro Ferré a Paraná. Mientras Paz pensaba en cómo continuar la guerra contra Rosas, lo primero en que pensaba el gobernador correntino era en vengarse de las invasiones entrerrianas: exigió enormes indemnizaciones. Paz defendió los intereses entrerrianos, y cuando Seguí fue obligado a definirse, la legislatura eligió gobernador a Paz, que asumió el 12 de marzo.
Las desavenencias entre Ferré y Paz se hicieron insostenibles, el 20 de marzo Ferré se marchó a su provincia, llevándose todo su ejército, para evitar la posibilidad de que el cordobés se llevara a los soldados correntinos, como había hecho antes Lavalle. A Paz sólo le quedaron los prisioneros entrerrianos de Caaguazú y los milicianos de Paraná.
Por su parte, Rivera se dedicó a arrear todo el ganado que encontró hacia Uruguay. Urquiza, mientras tanto, se había refugiado en las islas del delta del Paraná, y por un corto tiempo pasó a Buenos Aires.

## El inoportuno cambio de bando de Juan Pablo López
El gobernador santafesino Juan Pablo López ya había iniciado contactos con los opositores a Rosas desde principios de 1840. Es posible que, cuando Lavalle se retiró de Buenos Aires, su intención fuera incorporar a López a su ejército – ya tendría noticias de la actitud de este – y  no combatirlo; pero López mantuvo su actitud hostil, por lo cual se vio obligado a combatirlo. Al llegar a Santa Fe, Lavalle se apoyó en un grupo de antirrosistas de esa provincia, muchos de los cuales había tenido buenas relaciones con López.
Oribe se había llevado, en su campaña al interior, la mayor parte de las tropas santafesinas, bajo del mando del coronel Jacinto Andrada. Cuando López se decidió a apoyar las sublevaciones contra Rosas, a fines de 1841, sólo podía contar con un ejército provincial muy disminuido; contaba, en cambio, con que Ferré le enviaría ayuda.
Poco antes de la batalla de Caaguazú, López envió un representante a Ferré, a iniciar tratativas para una alianza. Inmediatamente después de la victoria correntina, el 5 de noviembre, el mismo enviado firmó con el ministro Santiago Derqui una alianza formal con Corrientes y con el gobierno uruguayo de Rivera.
Pero las desavenencias entre Ferré y Paz, más el desagrado que causaba al correntino desprenderse de sus tropas para enviarlos del otro lado del Paraná, privaron a López de toda ayuda externa. Su pequeño ejército fue trasladado a Rosario. Según las estimaciones de Paz a inicios del gobierno de López las fuerzas de la provincia bordeaban los 3.000 milicianos muy dispersas y con bajas por los combates anteriores mientras que Rosas había reclutado 16.000 a 20.000 milicianos entre suyos y de aliados para enfrentar a unitarios y colorados.
Rosas respondió con bastante rapidez: envió en su contra al ejército de Oribe, en que formaba la división correntina de Andrada. Al mismo tiempo llegó otro ejército, desde Buenos Aires, dirigido por Pascual Echagüe, el exgobernador entrerriano –nativo de Santa Fe– con una vanguardia al mando del coronel Martín Santa Coloma. Este derrotó el 12 de marzo de 1842 a los santafesinos en Monte Flores, ocupando a continuación Rosario.
Poco después llegó Oribe a Coronda; en ese lugar atacó a las fuerzas de López. Pero este decidió retroceder hacia el norte, encargando al defensa al general Juan Apóstol Martínez, un veterano de las guerras de la Independencia, que se sostuvo tenazmente durante cuatro horas. Vencido, fue capturado por casualidad al día siguiente, cuando perdió el rastro de las tropas de López en la niebla. Fue fusilado de inmediato.
López logró abandonar la capital, con la intención de pasar a Rosario. Antes de que lo lograra, fue alcanzado y derrotado por Andrada en Colastiné. Huyó con un exiguo resto de su ejército a Corrientes.
La provincia de Santa Fe fue severamente castigada por su rebelión. Las versiones sobre la represión de los partidarios de López resultó muy exagerada cuando los testigos relataron estos hechos, después de que, diez años después, Santa Coloma fuera ejecutado por su actuación en Santa Fe. De todos modos, hubo numerosos abusos y asesinatos hasta que asumió el gobierno provincial el general Pascual Echagüe. Lo conservaría casi exactamente diez años.

## Arroyo Grande
El poder del "gobernador" Paz en Entre Ríos no se extendía más allá de la ciudad de Paraná. Rivera le prometió enviarle refuerzos, pero solo hasta Gualeguay. Carente de todo apoyo popular, Paz partió en busca de esos soldados el 29 de marzo, para recibir a Urquiza a su regreso desde Buenos Aires, que era inminente. A su llegada a Gualeguay no encontró ningún refuerzo y se vio obligado a seguir hasta Gualeguaychú. En el camino le desertaron casi todos sus soldados.
El 3 de marzo, la guarnición y la población de Paraná proclamaron gobernador a Urquiza, mientras los comandantes locales comienzan a controlar las villas y pueblos de la provincia. No hubo combates serios, pero aun así, la recuperación de la provincia tomó casi tres meses.
Mientras tanto, Paz dejó a sus hombres en Concepción del Uruguay y cruzó a Paysandú a entrevistarse con Rivera. Poco después llegaron Juan Pablo López y Ferré. Juntos firmaron el Tratado de Galarza, simple continuación de todos los anteriores entre Corrientes y Rivera, al que se sumaban dos gobernadores nominales, Paz y López. Según el mismo, el mando supremo quedaba en manos de Rivera. Paz renunció y se trasladó a Montevideo.
Libre de Paz, Ferré envió la mayor parte de su ejército al noreste de Entre Ríos y lo puso bajo el mando de Rivera.
Desde Montevideo partió el capitán italiano José Garibaldi – el mismo que sería héroe nacional en su país – al frente de una flotilla en dirección al río Paraná. Logró cañonear la escuadra federal en el puerto de Paraná; pero, cuando continuaba su marcha hacia Corrientes, fue alcanzado y su flota destruida por el general Guillermo Brown en Costa Brava, cerca de Guayquiraró. Tuvo que continuar su camino a pie.
Urquiza logró avanzar hasta las cercanías de Concordia, lo que obligó a Rivera a mover su ejército en esa dirección. Allí incorporó al ejército correntino, mandado por José Domingo Ábalos y, tras una escaramuza, obligó a Urquiza a replegarse hacia el centro de la provincia. 
Oribe cruzó su ejército a Entre Ríos, incorporando a sus fuerzas las de Urquiza y algunos nuevos refuerzos enviados por Rosas. Avanzó lentamente hacia el noreste, donde Rivera lo esperaba, confiado en noticias alentadoras sobre el estado del ejército enemigo.
La batalla de Arroyo Grande, la más grande de las guerras civiles argentinas hasta entonces por la cantidad de combatientes, ocurrió cerca de Concordia, el 6 de diciembre. Gracias a su superioridad numérica y organizativa, los federales y blancos obtuvieron una completa victoria sobre el ejército unitario-colorado.
Los derrotados huyeron apresuradamente, pero muchos de ellos fueron capturados por los vencedores en las costas del río Uruguay, que no pudieron cruzar. Las fuentes unitarias afirman, generalmente, que Oribe y Urquiza dirigieron la ejecución en masa de todos los oficiales y suboficiales capturados.

## Caída de Ferré
Cuando la noticia de Arroyo Grande llegó a Corrientes, Ferré intentó aún resistir, ordenando a los comandantes de departamento organizar las tropas. Muchos de ellos, como los hermanos Juan y Joaquín Madariaga, se limitaron a poner a salvo a sus familias y sus bienes y emigrar a Brasil. Unos días más tarde, también Ferré huyó a Paraguay.
Urquiza hizo una breve campaña a territorio uruguayo y a continuación entró en Corrientes. Por indicación suya, fue elegido gobernador de esa provincia el federal Pedro Cabral. El gobernador entrerriano recorrió casi toda la provincia vecina, asegurándose la desaparición de toda resistencia. Tras la firma de un tratado entre ambas provincias, por el que Corrientes fue obligada a pagar indemnizaciones a Entre Ríos, y por la que se fijaron definitivamente los límites de la provincia, Urquiza dejó una división entrerriana en Corrientes, otra en Goya y otra en Misiones antes de regresar a su provincia.
La resistencia correntina había desaparecido rápidamente. Tal vez demasiado rápidamente, porque sus líderes se establecieron en Brasil, conservando en su poder armas y recursos económicos. Regresarían a la provincia a mediados del año siguiente, para tomar el control de la misma y organizar un cuarto ejército correntino contra Rosas.
Mientras tanto, casi todas las acciones de guerra se trasladaron a Uruguay. Allí Oribe estableció en Sitio de Montevideo, y se libró una larga guerra civil, en la que ambos bandos contaban con tropas locales y extranjeras. En la tradición uruguaya, esta fue la llamada Guerra Grande.